# 크리스토퍼 이셔우드

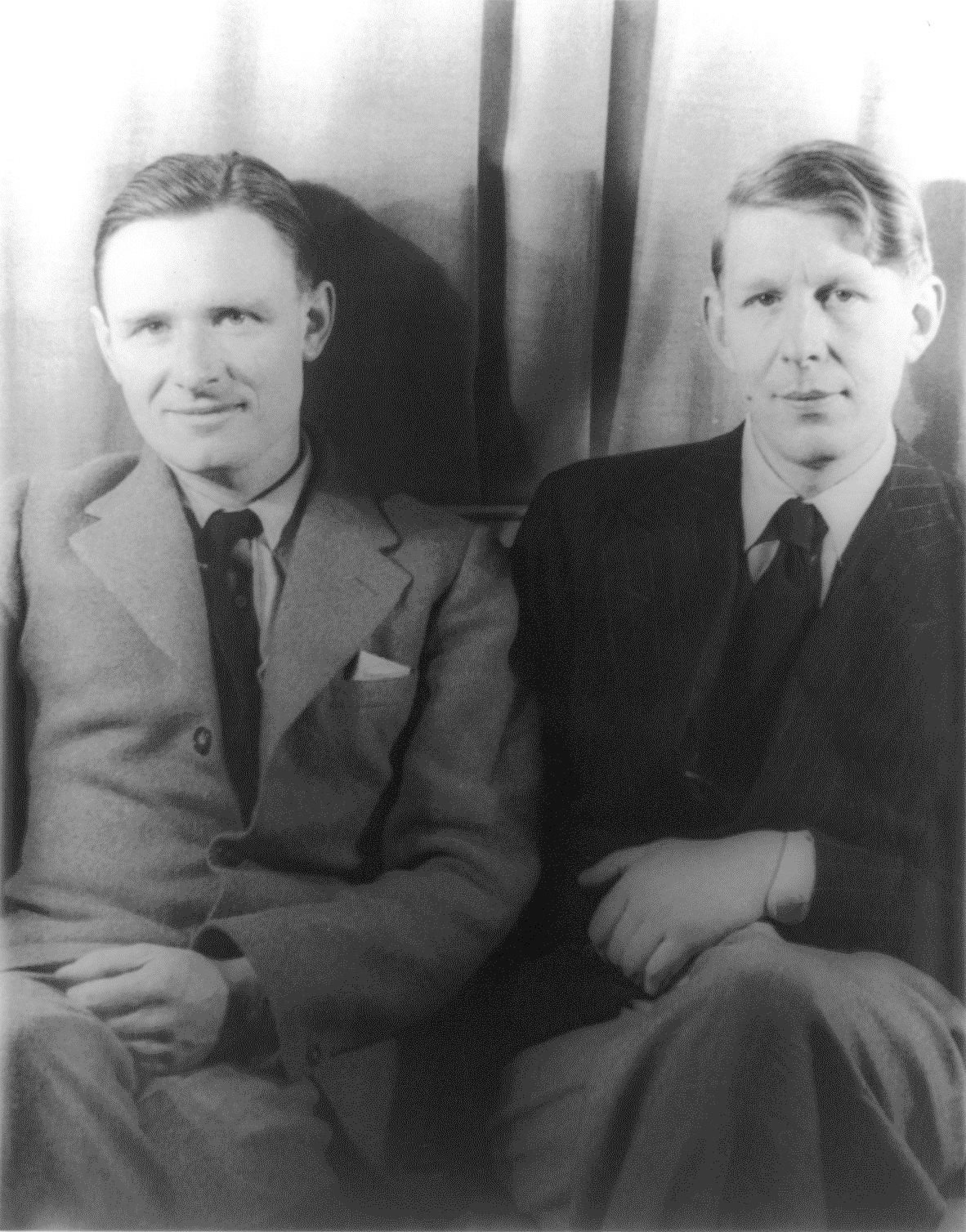
크리스토퍼 이셔우드(왼쪽)와 와이스탄 휴즈 오든(오른쪽), 칼 반 베히튼이 1939년에 촬영함.

크리스토퍼 이셔우드(Christopher Isherwood ; 1904년 ~ 1986년)는 영국의 소설가이다. 1925년에 케임브리지 대학을 다니다 말고 떠난 뒤 1928년에 의학을 공부하러 킹스 칼리지 런던으로 갔으나 여섯 달만 있다가 베를린으로 떠났다. 1930년대 초엽에 와이스탄 휴즈 오든 등과 함께 좌익 문학 그룹의 한 사람으로 등장하였으며, 수년 간 베를린에 머물러 있었다. 《사기꾼 모리스 씨》(1935년)는 나치스 대두시대에 정정이 불안한 베를린을 배경으로 하여 한 영국인의 행동을 그렸다. 오든과 함께 시극을 공저하였으며, 또 그와 함께 중일전쟁을 중국의 입장에서 관찰하여 《전쟁에의 여행》을 역시 공저하였다. 그 외 아이슬란드 기행과 중남미기행 등이 있다. 《베를린이여 안녕》(1939년)도 베를린에 머무를 때의 체험을 기초로 리포티지 풍의 여편의 단편으로 엮어 만든 작품이다. 그 가운데 《서리 볼즈》는 배우수업(을 하고 있는 영국 여성을 묘사하였는데, 남자관계도 많으면서 여자와 사귀는 모든 남자에게 속아 넘어가는 사람이 좋은 그녀에게 작가는 많은 호의를 가지고 있다. 그는 1946년에 미국으로 귀화하였다.